# Harold E. B. Pardee
Harold Ensign Bennet Pardee (* 11. Dezember 1886 in New York City; † 28. Februar 1973 ebenda) war ein amerikanischer Kardiologe. Er leistete wichtige Beiträge zur Interpretation des Elektrokardiogramms (EKG), insbesondere in Hinblick auf die Herzinfarktdiagnostik.

## Leben
Harold Pardee war der Sohn von Ensign Bennett Pardee und Clare Burton Pardee. Er erwarb seinen Bachelor 1906 am Columbia College und 1909 seinen Doctor of Medicine am College of Physicians and Surgeons der Columbia University. Anschließend war er am New York Hospital, heute aufgegangen im NewYork-Presbyterian Hospital (NYPH), tätig. Während des Ersten Weltkriegs war Pardee Angehöriger des Medical Corps (MC) der United States Army. Ab 1927 war er als assistant Professor, später als associate professor am Weill Medical College der Cornell University tätig. Pardee wirkte in der American Heart Association (AHA) als Vorsitzender des „Committee for Coordination of Investigation“ (1927), in der New York Heart Association (NYHA) als Präsident. 1958 trat der Kardiologe in den Ruhestand.
Pardee war ab 1918 mit Dorothy Dright Porter verheiratet. Das Paar hatte zwei Töchter und einen Sohn.

## Werk
1920 berichtete Pardee über EKG-Veränderungen bei einem Patienten, der ihm 1917 mit einem akuten Myokardinfarkt vorgestellt wurde. Pardee beschrieb eine ST-Strecken-Hebung in der akuten Phase des Infarktes. Ähnliche Veränderungen waren zuvor nur im Tierexperiment beschrieben worden. Die von Pardee beschriebenen Veränderungen wurden von Paul Dudley White als „Pardee’s sign“ bezeichnet, ein heute weitgehend ungebräuchlicher Terminus.
Das von Pardee 1924 erstmals veröffentlichte Lehrbuch Clinical Aspects of the Electrocardiogram etablierte sich als Standardwerk. In der letzten Ausgabe von 1941 beschrieb der Kardiologe eine vergrößerte Q-Zacke in der Ableitung III nach Einthoven, die er als typisch für alte inferiore Myokardinfarkte ansah. Eine solche Q-Zacke (> 0,03 Sekunden, mindestens 1/4 der Amplitude der nachfolgenden R-Zacke) wird als „Pardee-Q“ bezeichnet. Sie ist allerdings weder spezifisch für einen inferioren Infarkt, noch muss dieser mit einer solchen Veränderung einhergehen.

## Veröffentlichungen (Auswahl)
- Harold E. B. Pardee: An electrocardiographic sign of coronary artery obstruction. In: Arch Intern Med. 1920 Nr. 26, S. 244–257.
- Harold E. B. Pardee: Clinical Aspects of the Electrocardiogram. Hoeber, New York 1924. (weitere Auflagen 1928, 1933, 1941)
- Harold E. B. Pardee (Hrsg.): The Nomenclature and Criteria for the Diagnosis of Diseases of the Heart and Blood Vessels.  New York Tuberculosis and Health Association, New York 1928.
- Harold E. B. Pardee: What You Should Know About Heart Disease. Lea & Febiger, Philadelphia 1928.